# Ritter des Ordens vom Niederländischen Löwen
Ritter des Ordens vom Niederländischen Löwen ist die dritte Klasse des Ordens vom Niederländischen Löwen.

## A
- Willem Aantjes (1923–2015), niederländischer Politiker (1970)
- Hette Abma (1976)
- Willem F. H. Adelaar (2014)
- Horatius Albarda
- Pierre Audi (2000)

## B
- Daniel Johannes von Balluseck
- Driekus Barendregt (1995)
- André Batenburg
- Ria Beckers (1989)
- Johannes Hendrikus Becking
- Relus ter Beek
- Sam Bentinck
- Isaäc Burchard Diederik van den Berch van Heemstede
- Eeltjo van Beresteyn
- Edo Johannes Bergsma
- Hendrik Arend Beusekamp
- Paul Biegel (1999)
- J.M.A. Biesheuvel (2008)
- Daniel Jan Bijleveld (1791–1885), niederländischer Rechtsanwalt und Politiker. (1843)
- Hendrik Bijleveld (1885-1954)
- Jean François Bijleveld (1794-1875) (1839)
- Cornelis Lodewijk van der Bilt (1929)
- Hugo Willibrord Bloemers (1961)
- Klaas de Boer Czn.
- Willem Boetje
- Archibald Theodoor Bogaardt
- Allard van der Borch van Verwolde (1842-1919) (1898)
- Els Borst-Eilers (1932–2014), niederländische Medizinerin und Politikerin. (1989)
- Corstiaan Bos (1973)
- Isaac van den Bosch
- Johannes Bosscha (1831–1911), niederländischer Physiker.
- Huibert Gerard Boumeester
- Gerrit Braks
- Titus Brandsma (1881–1942), niederländisch-friesischer Philosoph, Theologe und Karmelit. (1939)
- Henk van den Breemen (1941–2024), niederländischer General a. D.
- Laurens Jan Brinkhorst (1978)
- Edward Brongersma (1975)
- Anthony Brummelkamp jr. (1905)

## C
- François de Casembroot
- J. M. Coetzee (* 1940), südafrikanischer Schriftsteller. (2010)
- Louis Couperus (1863–1923), niederländischer Autor. (1923)
- Hans Couzy
- Jan Cremer
- Isaäc Lambertus Cremer van den Berch van Heemstede

## D
- Willibrord Davids (1995)
- Willem Karel van Dedem
- Isaäc Arend Diepenhorst (1962)
- Herman Jacob Dijckmeester (1847-1942)
- Cor van Dis jr. (1983)
- Cor van Dis sr. (1951)
- Herman Gerrit Jacobus van Doesburgh
- Jan Donner (1925)
- Job Drijber
- Pieter Droogleever Fortuyn (1929)
- Wim Duisenberg (1935–2005), niederländischer Ökonom und der erste Präsident der Europäischen Zentralbank. (1978)
- Linda van Dyck (2010)

## E
- Edzo Hommo Ebels (1930)
- Maarten Engwirda (1988)

## F
- Rhijnvis Feith (1753–1824), niederländischer Dichter und Sänger. (1816)
- Warmold Albertinus van der Feltz (1873)
- Herman Finkers (* 1954), niederländischer Kabarettist
- Pieter van Foreest (1845-1922) (1908)
- J.H.L.F. von Franck
- Heino Falcke (Astronom) (* 1966 in Frechen, NRW), deutscher Astrophysiker an der Radboud-Universität Nijmegen (2016)
- Guillén Fernández (* 1964 in Bonn), deutscher Neurologe und Neurowissenschaftler an der Radboud-Universität, Nijmegen (2022)

## G
- Dzsingisz Gabor (1994)
- Florentino García Martínez (2008)
- Frans Gijzels
- Jan Frederik Glastra van Loon (1920–2001), niederländischer Rechtswissenschaftler und Politiker. (1975)
- Jaap Glasz (1986)
- Marinus van der Goes van Naters (1900–2005), niederländischer Politiker. (1951)
- Bob Goudzwaard (1992)
- Theo de Graaf (KVP) (1960)
- Peter Graaff (met de zwaarden)
- Andries Cornelis Dirk de Graeff (1872–1957), Generalgouverneur von Niederländisch-Indien, niederländischer Außenminister.
- Dirk de Graeff van Polsbroek (1833–1916), niederländischer Generalkonsul und Minister-Resident in Japan.
- Sibrand Gratama (1824)
- Suze Groeneweg (1937)
- Anky van Grunsven (* 1968), niederländische Dressurreiterin.

## H
- Joannes ter Haar
- Bert Haars (1981)
- Maarten ’t Hart (* 1944), Schriftsteller. (2003)
- Jan Dirk van der Harten
- Floris den Hartog (1956)
- Gerrit Jan van Heek
- Willem van Heeckeren van Kell (1815–1914), Politiker und Jurist. (1870)
- Schelto van Heemstra (1842-1911) (1905)
- Pieter Christiaan Jacob Hennequin (1894)
- Johannes van der Hoeven
- Thom Hoffman (* 1957), Schauspieler und Fotograf (2016)
- Robert Holl (* 1947), Opern-, Konzert- und Liedersänger, Komponist und Gesangspädagoge (2007)
- J.L. den Hollander
- Pieter van den Hoogenband (* 1978), Schwimmer
- Frank Houben (1991)
- Govert Huijser

## I
- Gerrit IJsselstein

## J
- Frederik Bernard s'Jacob
- Cor de Jager (1978)
- Bob de Jong (* 1976), niederländischer Eisschnellläufer.
- Hank de Jonge

## K
- Jacques de Kadt
- Monique Kalkman
- Jan M. Kan (1949)
- Gerrit Hendrik Kersten (1931)
- André Kloos (1966)
- Cornelis Knulst
- Hans Kolfschoten
- Henk Koning (26. Oktober 1981)
- Tijn Kortmann (2009)
- Richard Krajicek (* 1971), niederländischer Tennisspieler
- Sven Kramer (* 1986), niederländischer Eisschnellläufer (2010)
- Neelie Kroes (* 1941), niederländische Politikerin (1981)

## L
- Herman Johannes Lam
- Lou Landré (2004)
- Peter Lankhorst (1994)
- Willem van Lanschot
- Ad Lansink (1990)
- Ferdinand Leenhoff (1893)
- Meindert Leerling (1994)
- Paul de Leeuw (2007)
- Reinbert de Leeuw (2008)
- Hannie van Leeuwen (1978)
- Luigi van Leeuwen
- Willem Levelt (1998)
- Diderik van Leyden Gael (1841)
- Hans Liberg (2008)
- Cornelis Jan van Lienden
- René van der Linden (1988)
- Casper Andries Lingbeek (1935)
- Hans Linthorst Homan (1921)
- Jan Tijmens Linthorst Homan
- Johannes Linthorst Homan (1844-1926)
- Joghem van Loghem
- Hugo Loudon
- Pieter Lycklama à Nijeholt

## M
- Hanja Maij-Weggen (1994)
- Henri Marchant (1908)
- Wim Mateman (1992)
- Willem Mengelberg (1907, maar in 1948 vervallen verklaard)
- Vincent Mentzel (2007)
- Harm van der Meulen (1986)
- Louis Michiels van Verduynen (1896)
- Pim Mulier

## N
- Assueer Jacob van Nagell van Ampsen (1911)
- Christien Jacques Adrien van Nagell van Ampsen (1834)
- Justinus Egbert Hendrik van Nagell van Ampsen (1874)
- Arno Nicolaï (1971)
- Émile de Nieuwerkerke
- Ed Nijpels
- H.C.J.M van Nispen tot Sevenaer (1887)

## O
- Arend Odé
- Lucas Oldenhuis Gratama (1880)
- Ria Oomen (1994)
- Hendrik Jan Oosting (1836/1837)
- Pieter Oud (1925)

## P
- Johan Æmilius Abraham van Panhuys
- Jacob Adriaan Nicolaas Patijn (1921)
- Jacob Gerard Patijn (1881)
- Adriaan Paulen (1982)
- Gerard Peijnenburg (1967)
- Jan Mathijs Peters (1958)
- Leonard Antoon Hubert Peters (1952)
- Frits Philips
- Folkert Posthuma (1920)

## Q
- Jan Hendrik Jacob Quarles van Ufford
- Johan Willem Quarles van Ufford
- Jan de Quay
- Theo Quené (1971)

## R
- Anthony Gerhard Alexander van Rappard (1839)
- Godefridus Raupp
- André Rieu (2002)

- Johannis de Rijke (1911)
- Hedzer Rijpstra
- Harry van Roekel (1988)
- Harm Roelfsema
- Marte Röling (2010)
- Martin van Rooijen (1978)
- Han Roos
- Henk van Rossum
- Victor Henri Rutgers (1922)

## S
- Nora Salomons (1985)
- Nicolien Sauerbreij (2010)
- Jan Evert Scholten
- Jan Nico Scholten (1983)
- Willem Albert Scholten
- Henri Johan van der Schroeff
- Ramses Shaffy (2002)
- Jan Siebelink (2009)
- Ad Simonis
- Harm Smeenge
- Herman van Sonsbeeck
- Max van der Stoel (1966)
- Adriaan Stoop (1921)
- Ko Suurhoff (1951)
- Theodorus van Swinderen
- Maurits Pico Diederik van Sytzama (1831)

## T
- Shinkichi Tajiri (2007)
- Floris Takens (2005)
- Sjeng Tans (1965)
- Corry Tendeloo (1954)
- Arnold Tilanus (1973)
- Herman Tollius
- Teun Tolman
- Frederik Cornelis Tromp (1888)
- Mark Tuitert (2010)

## U
- Albert Uderzo (2006)

## V
- Herman van Veen (2008)
- Rienk van Veen (1909)
- Sietze Douwes van Veen
- Hans Verheijen
- Evert Vermeer (1955)
- Gustave Verspijck
- Willem Adriaan Viruly Verbrugge (1861)
- Adriaan Vis (1978)
- Bas van der Vlies (1994)
- Arie van der Vlis
- Bram van der Vlugt (2001)
- Willem de Vlugt (1923)
- Adriaan Volker (1903)
- Anne Vondeling (1958)
- Frans Vonk de Both
- Arthur Eduard Joseph van Voorst tot Voorst
- Coenraad van der Voort van Zijp (1920)
- Jan Willem Jacobus de Vos van Steenwijk (1827-1897) (1888)

## W
- Jan Hendrik de Waal Malefijt
- Gerard van Walsum
- Henk Waltmans (1987)
- Frans Weisglas (1995)
- Jan Weitkamp
- Dirk van der Wel
- Franciscus Hubertus van Wichen
- David de Wied
- Hans Wiegel
- Frans Wolters (1994)
- Ad van der Woude
- Ireen Wüst (2006)

## Z
- Pieter Zandt (1933)
- Henk Zeevalking
- Alfred Rudolph Zimmerman
- Jan David Zocher (1845)
- Guus Zoutendijk